# REDHORSE OSAKA WHEEL
OSAKA WHEEL（オオサカホイール）は、大阪府吹田市の「EXPOCITY」内に存在する観覧車である。
高さが日本一（123メートル）の観覧車であり、世界で初めて免震構造を採用、日本初の国土交通大臣認定の観覧車である。

## 概要
大阪府吹田市の万博記念公園内にある複合施設「EXPOCITY（エキスポシティ）」のランドマークとして建造され2016年7月1日にグランドオープンした。
全高は123メートルで、東京都の葛西臨海公園内にある「ダイヤと花の大観覧車」（同117メートル）を抜いて日本最大となった。
開業時点では世界でも5番目の高さだった。ゴンドラの台数は72基、一周の所要時間は18分である。
ゴンドラからは万博記念公園の「太陽の塔」が見下ろせ、晴れた日にはあべのハルカスや梅田のビル群、六甲山系、生駒山系が見える。日本の観覧車で初めてWebでのチケット販売を行っている。
観覧車として世界で初めて免震構造を導入している。

## 特徴
観覧車本体は白色が基調となっている。全てのゴンドラは床面がアクリル張りの「シースルー構造」となっており、真下の景色を楽しむことができる。
また、ゴンドラは冷暖房および空気清浄機を備える。座席シート幅は一人あたり約60cmに設定され、他の標準的なゴンドラよりも約15cmゆったりしたつくりで快適性が重視されている。
なお、日本の観覧車では珍しくゴンドラ内でドリンクを飲むことができ、ドリンクホルダーも設置されている。
通常のゴンドラの定員は6名である。その他2基のゴンドラが「VIPゴンドラ」に指定されている。VIPゴンドラの定員は4名で、革張りのソファ、透明な床面をスイッチ操作で曇りガラスに変更できる機能など特別な内装が施されている。2基のVIPゴンドラは、開業月が7月だったことにちなんで「VEGA（ベガ）」「ALTAIR（アルタイル）」と名付けられている。
| 構造種別           | 鉄骨造                            |
| 最高部の高さ       | 123.0m                            |
| 回転直径           | 114.7m                            |
| 観覧車本体の総重量 | 2.130トン                         |
| 回転数             | 0.056r.p.m                        |
| 円周速度（最大）   | 20m/min                           |
| 1回転所要時間      | 約18分                            |
| ゴンドラ数         | 72基（うちVIPゴンドラ2基）        |
| 乗員数             | 424名                             |
| 構造形式           | 免震構造（※観覧車としては世界初） |

## 施工・構造
施工を担当したのは、過去にスペースワールドの「スペース・アイ」を手掛けた経験もある阪和興業で、サノヤス・ライドと泉陽興業という二大大手を押さえての受注となった。
水平軸のまわりを回転する骨組みの先端に、キャビン（客席部分、ゴンドラ）を吊り下げて回転移動する。左右角3本の鋼管にて構築された支柱上に中心軸部を設置し、放射線状に回転輪を取り付け、さらに吊り下げアーム軸にキャビンは取り付けられている。回転輪の駆動方法は電動方式によるタイヤ駆動である。
キャビンの扉は二重ロック機構をもっており、内部からの開閉はできない。また、キャビン全体の振れ防止装置が設けられており、強風時のキャビンの揺れを軽減している。

## 世界初の免震構造
日本初の国土交通大臣認定の観覧車である。2007年に建築基準法が改正され、高さ60メートル以上の工作物には大臣認定が必要となって以降、観覧車としては初めての物件となった。大臣認定の取得に必要な基準および安全性を考慮し、観覧車としては世界で初めて免震構造が採用された。免震層は基礎と1階床の間に設けられ、鉛プラグ入り積層ゴム支承を使用した免震構造物として設計された。

## ライトアップ
夜間はLED照明によるライトアップが行われる。季節やイベント、タイアップ企画などによって内容が変化する。
ピンクリボンデーでピンク色、世界骨粗鬆症デーで青色、移植医療啓発キャンペーン「グリーンライトアッププロジェクト」で緑色に点灯したことがある。

## 交通アクセス
大阪モノレール「万博記念公園駅」より徒歩2分